# بیاتریس نازرت
بیاتریس نازرت (به هلندی: Beatrijs van Nazareth) (۱۲۰۰ میلادی - ۱۲۶۸ میلادی) عارف، نویسنده و راهب کاتولیک فلمیش در سده سیزدهم میلادی است. بیاتریس در خانواده‌ای ثروتمند زاده شد. هفت ساله بود، که مادر ش را از دست داد. پدر ش او را به مدرسه فرستاد.
او نخستین نثرنویس به زبان هلندی آغازین است و این زبان را در اثر ش «هفت راه عشق مقدس» به کار برد.
او در این اثر هفت مرحله پالوده شدن عشق تا رسیدن به خدا را شرح می‌دهد. بیاتریس نزد کلیسای کاتولیک متبرک به‌شمار می‌رود.